# Суук-Коба

Стінне маркування у печері Суук-Коба. Крим

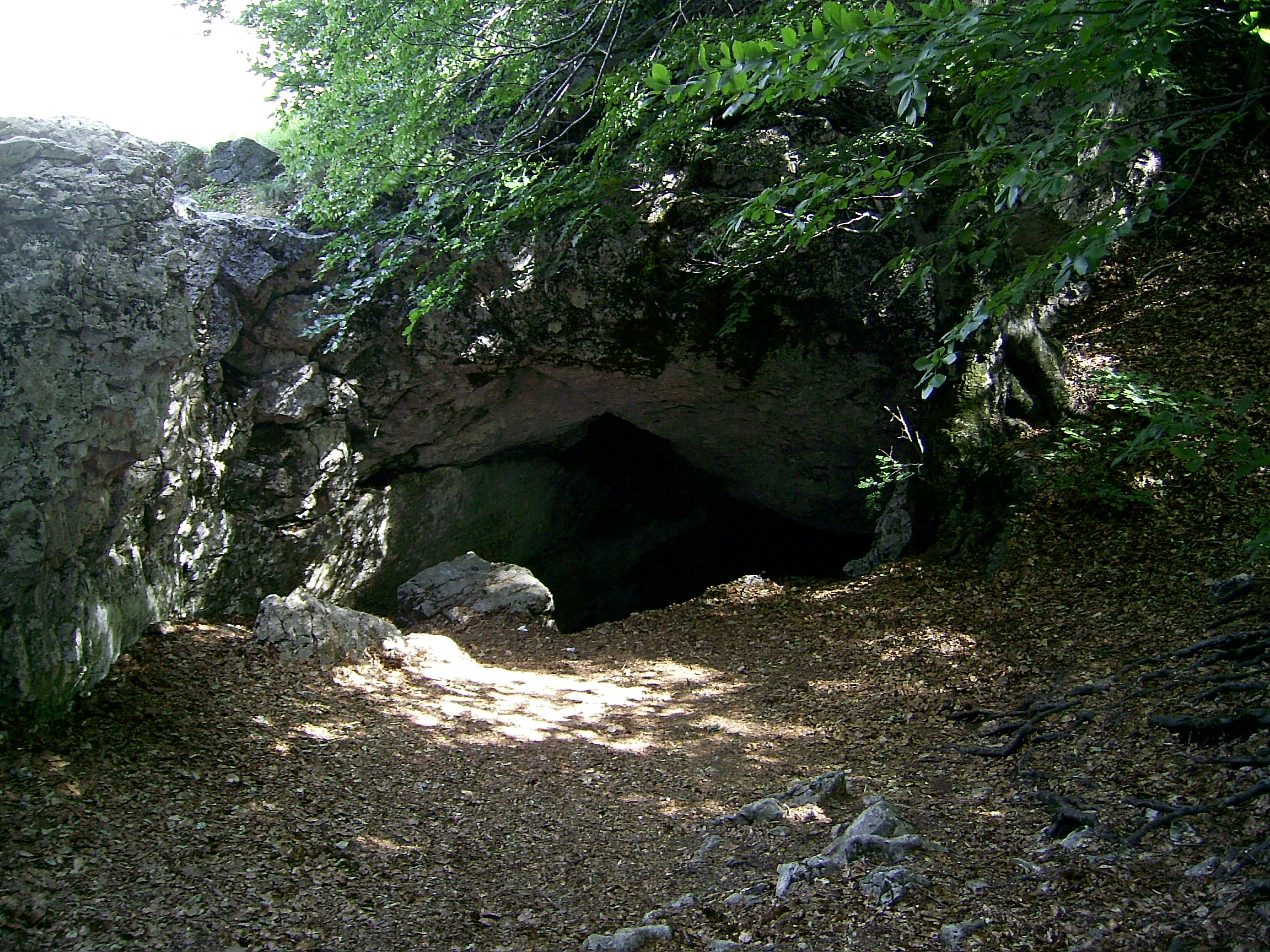
Вхід до печери Суук-Коба (Холодна). Крим

Суук-Коба (крим. Suvuq Qoba, у перекладі з кримськотатарської дослівно — «Холодна печера») — печера на нижньому плато Чатир-Дагу, порожнина у вигляді тунелю довжиною 210 м. 
Має 7 залів до 20 метрів заввишки. 